# Archaeidae
Archaeidae zijn een familie van spinnen. De familie telt 3 beschreven geslachten en 37 soorten.

## Geslachten
- Afrarchaea Forster & Platnick, 1984
- Austrarchaea Forster & Platnick, 1984
- Eriauchenius O. P.-Cambridge, 1881

## Taxonomie
Voor een overzicht van de geslachten en soorten behorende tot de familie zie de lijst van Archaeidae.